# Сибірський радіогеліограф
Сибірський радіогеліограф (СРГ) — один з найбільших астрономічних інструментів в Росії, знаходиться на території Радіоастрофізичної обсерваторії «Бадари», що належить Інституту сонячно-земної физики Сибірського відділення РАН. Призначений для вимірювання активності Сонця та спостереження за його поверхнею.

## Опис
Сибірський радіогеліораф — інтерферометр, що працює на частотах 3 — 24 ГГц. Складається з трьох антенних решіток, що працюють у смугах 3-6, 6-12 і 12-24 ГГц відповідно. Діаметри антен — 3, 1,8 та 1 м відповідно, їхня кількість — 129, 192 та 207. Решітки 3-6 і 6-12 ГГц еквідистантні, а в решітках 12-24 ГГц крок випромінювачів збільшується від центру до країв. Роздільна здатність решіток 15-30, 12-24 і 7-13 кутових секунд відповідно. Антени мають кругову поляризацію.

## Історія
Перші роботи, пов'язані зі створенням радіогеліографа, завершилися в 2016 році побудовою першої черги, що містила 48 антен, що працюють у діапазоні 4-8 ГГц.
Проєктування радіогеліографа здійснювалося за постановою уряду Росії від 2018. Технічне завдання розроблено під керівництвом Алтинцева та Лєсового співробітниками Сибірського відділення РАН.
Перша решітка (3-6 ГГц) була запущена в травні 2021.
Будівництво радіогеліографа було завершено в червні 2023. Вартість робіт склала 2,5 мільярда рублів. 28 листопада 2023 прилад прийнятий в експлуатацію.